# Tintal
Tintal (o teental, trital; Hindi: तीन ताल) è uno dei più famosi ritmi o talas della Musica classica Indostana ed è il più comune ritmo nell'India del nord. La struttura del Tintal è simmetrica e presenta una struttura ritmica molto semplice al contrario delle composizioni in cui può essere eseguito.

## Arrangiamento
Il Tintal ha (16) battiti suddiviso in quattro parti (vibhag). Il periodo di tempo tra ogni battito è lo stesso. Il primo battito dei 16 corrisponde al sam (accento principale che ne indica l'inizio), al quinto e al tredicesimo si trovano i tali (accenti minori) e al nono battito si trova il khali ('vuoto', accento che non viene marcato).
In un sistema di conteggio più comune, il Tintal, si batte le mani al primo battito, al quinto, mentre sul nono (Kali) si fa un movimento in aria, tornanto da battere le mani al tredicesimo; questi tre battute di mani (Hindi tin 'tre' + tāl 'battiti') danno il nome a questo ritmo.

## Usi
Il Tintal può essere usato per l'accompagnamento o per le performance soliste. Ci sono varie composizioni in Kaidas e Parans che utilizzano questo ritmo di base.

## Theka: la struttura base
La struttura base che la caratteristica ha i seguenti colpi bol (theka)
| dha | dhin | dhin | dha | \| | dha | dhin | dhin | dha | \| |
| x   |      |      |     |    | 2   |      |      |     |    |
| dha | tin  | tin  | ta  | \| | ta  | dhin | dhin | dha | \| |
| o   |      |      |     |    | 3   |      |      |     |    |

Può essere mostrato anche con la seguente raffigurazione:
| Accenti del Taal | X   |      |      |     | 2   |      |      |     | 0   |     |     |    | 3  |      |      |     |
| Maatra           | 1   | 2    | 3    | 4   | 5   | 6    | 7    | 8   | 9   | 10  | 11  | 12 | 13 | 14   | 15   | 16  |
| Bols             | dha | dhin | dhin | dha | dha | dhin | dhin | dha | dha | tin | tin | ta | ta | dhin | dhin | dha |

Da notare che eseguendo questa composizione id base sui tabla i primi colpi di ogni divisione sono eseguiti con entrambe le mani, ad eccezione del khali in cui viene percosso solo il tabla con il Na.